# Charles R. Howell

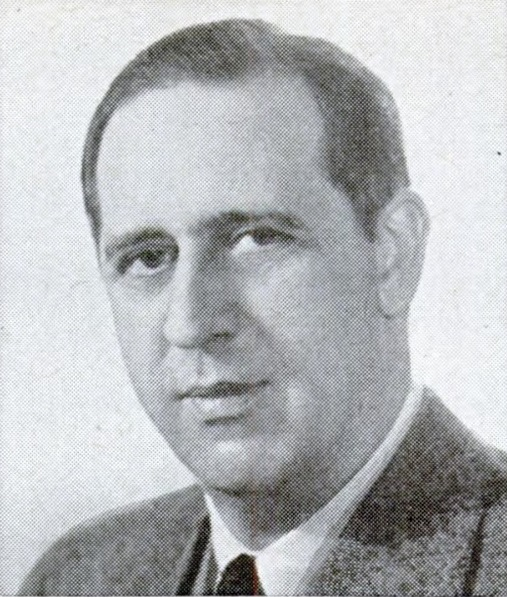
Charles R. Howell

Charles Robert Howell (* 23. April 1904 in Trenton, New Jersey; † 5. Juli 1973 ebenda) war ein US-amerikanischer Politiker. Zwischen 1949 und 1955 vertrat er den Bundesstaat New Jersey im US-Repräsentantenhaus.

## Werdegang
Charles Howell besuchte die öffentlichen Schulen seiner Heimat und danach die Hoosac School in Hoosick (New York). In den Jahren 1923 und 1924 studierte er an der Princeton University. Von 1936 bis 1937 beendete er seine Ausbildung an der University of Pennsylvania. Von 1928 bis 1954, also auch während seiner Zeit als Kongressabgeordneter, war Howell Versicherungsmakler in Trenton. Gleichzeitig begann er als Mitglied der Demokratischen Partei eine politische Laufbahn. Zwischen 1944 und 1947 gehörte er der New Jersey General Assembly an.
Bei den Kongresswahlen des Jahres 1948 wurde Howell im vierten Wahlbezirk von New Jersey in das US-Repräsentantenhaus in Washington, D.C. gewählt, wo er am 3. Januar 1949 die Nachfolge von Frank A. Mathews antrat. Nach zwei Wiederwahlen konnte er bis zum 3. Januar 1955 drei Legislaturperioden im Kongress absolvieren. In seine Zeit im Kongress fielen der Koreakrieg und der Anfang der Bürgerrechtsbewegung. 1951 wurde der 22. Verfassungszusatz ratifiziert.
Im Jahr 1954 verzichtete Howell auf eine erneute Kandidatur für das US-Repräsentantenhaus. Stattdessen kandidierte er erfolglos für den US-Senat. Zwischen Februar 1955 und März 1969 war er Staatsbeauftragter für das Bank- und Versicherungsgewerbe in New Jersey. Im August 1956 nahm er als Delegierter an der Democratic National Convention in Chicago teil, auf der Adlai Stevenson zum zweiten Mal als Präsidentschaftskandidat nominiert wurde. Charles Howell starb am 5. Juli 1973 in seiner Geburtsstadt Trenton.